# Murina shuipuensis
Murina shuipuensis és una espècie de ratpenat de la família dels vespertiliònids. És endèmic del sud de la Xina.
És un ratpenat de petites dimensions, amb la llargada de l'avantbraç de 30 mm i un pes de fins a 4 g.
El pelatge és llarg.
S'alimenta d'insectes.
Aquesta espècie és coneguda només a la província de Guizhou (Xina).
Com que fou descoberta fa poc, l'estat de conservació d'aquesta espècie encara no ha estat avaluat formalment.